# Лауэ (лунный кратер)
Кратер Лауэ (лат. Laue) — большой древний ударный кратер в северном полушарии обратной стороны Луны. Название присвоено в честь немецкого физика Макса фон Лауэ (1879—1960) и утверждено Международным астрономическим союзом в 1970 г.  Образование кратера относится к донектарскому периоду.

## Описание кратера

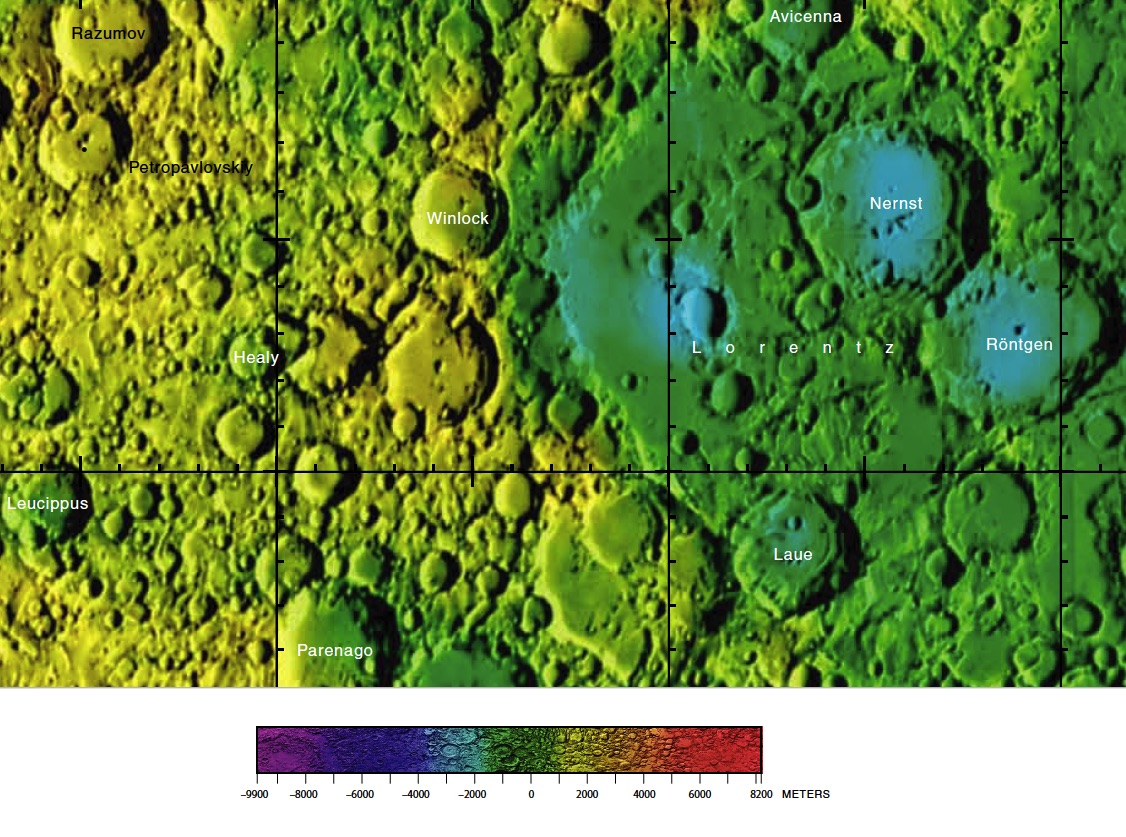
Окрестности кратера Лауэ. Фрагмент карты обратной стороны Луны.

Кратер Лауэ частично перекрывает южную часть кратера Лоренц. Другими ближайшими соседями кратера являются кратер Рентген на северо-востоке; кратер Бартельс на юго-востоке; кратер Белл на юге и кратер Беркнер на юго-западе. Селенографические координаты центра кратера 28°17′ с. ш. 97°03′ з. д. / 28,29° с. ш. 97,05° з. д., диаметр 89,2 км, глубина 2,8 км.
Кратер Лауэ имеет близкую к циркулярной форму и значительно разрушен.. Вал сглажен, перекрыт множеством небольших кратеров, особенно в восточной части. Внутренний склон вала значительно уже в северной части по сравнению с остальным периметром. Высота вала над окружающей местностью достигает 1400 м, объем кратера составляет приблизительно 7200 км³. Дно чаши сравнительно ровное, отмечено множеством мелких кратеров и приметным чашеобразным кратером в северной-северо-западной части. Несколько южнее центра чаши расположена пара небольших хребтов.
Несмотря на расположение на обратной стороне Луны при благоприятной либрации кратер доступен для наблюдения с Земли, однако под низким углом и в искаженной форме.

## Сателлитные кратеры

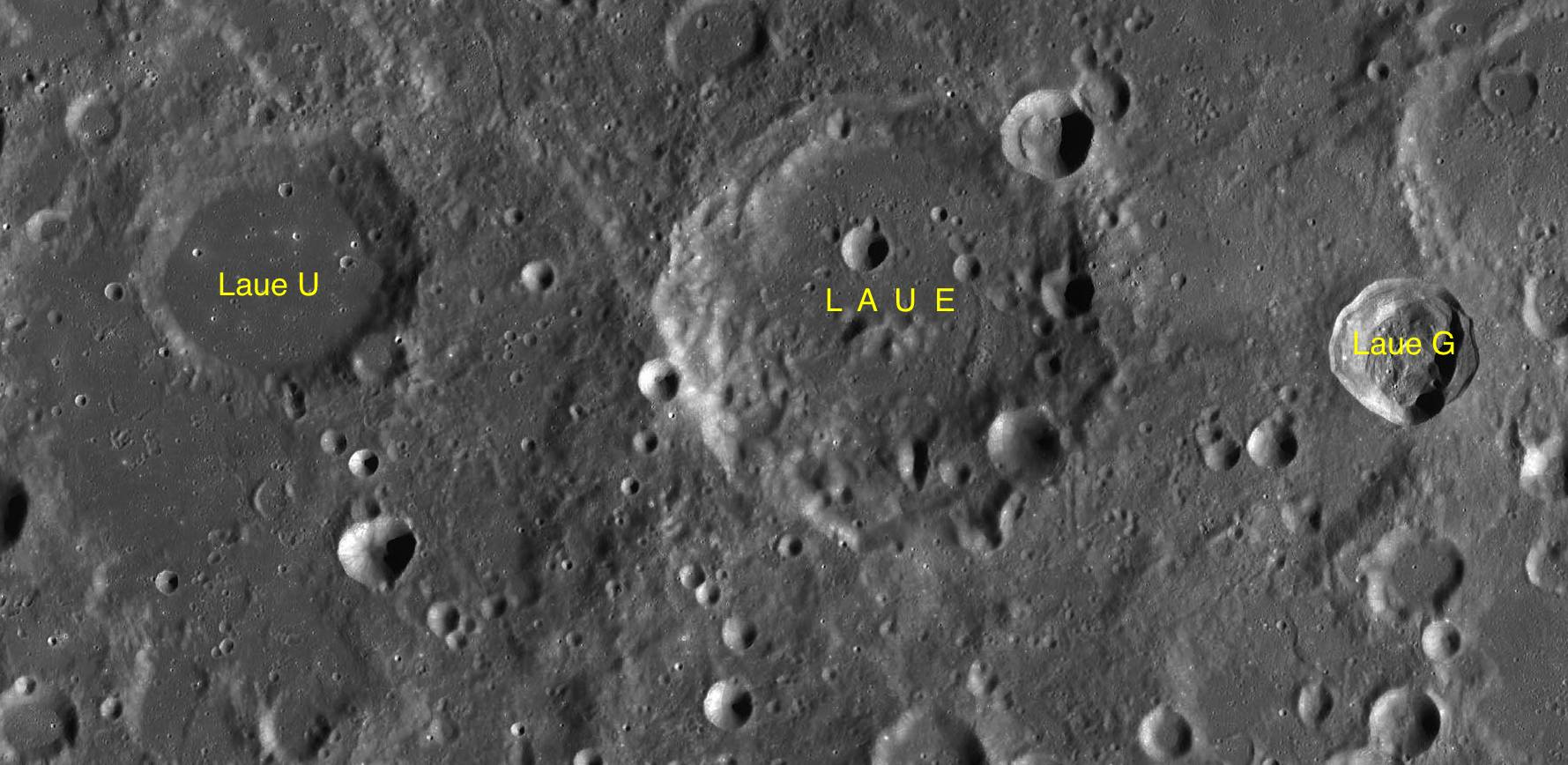
Фрагмент карты LAC-54.

| Лауэ | Координаты                                             | Диаметр, км |
| ---- | ------------------------------------------------------ | ----------- |
| G    | 27°55′ с. ш. 93°19′ з. д. / 27,92° с. ш. 93,31° з. д.  | 29,2        |
| U    | 28°41′ с. ш. 101°30′ з. д. / 28,69° с. ш. 101,5° з. д. | 54,7        |

## См.также
- Список кратеров на Луне
- Лунный кратер
- Морфологический каталог кратеров Луны
- Планетная номенклатура
- Селенография
- Минералогия Луны
- Геология Луны
- Поздняя тяжёлая бомбардировка